# Mieån
Mieån est une rivière qui coule dans les comtés de Blekinge et de Kronoberg, en Suède, et un fleuve côtier qui se jette dans la Mer Baltique à Karlshamn. 

## Géographie
Sa longueur totale est de 47,6 km.